# Slider (Handy)

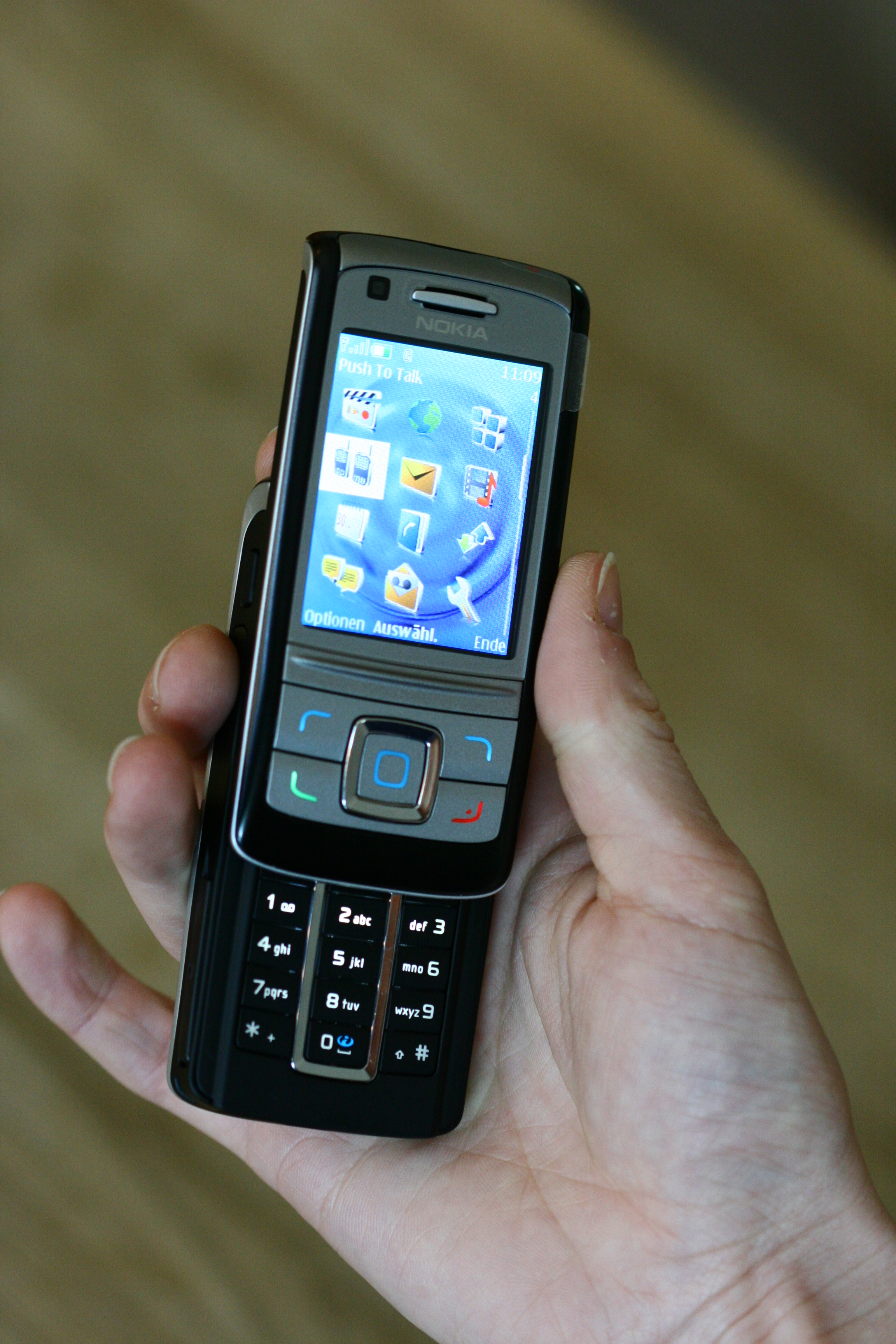
Nokia 6280

Slider ist ein allgemein gebräuchlicher Begriff für Mobiltelefone, bei denen die obere und untere Gehäusehälfte gegeneinander verschiebbar sind. In geschlossenem Zustand sind im Allgemeinen nur das Display, die Navigationstasten, die Tasten zum Annehmen und Beenden des Gesprächs sowie die Menütasten sichtbar. Die Tastatur kommt erst nach dem Hochschieben der oberen Gehäusehälfte zum Vorschein. Mit dieser Methode kann, ähnlich wie bei Klapphandys, ein vergleichsweise großes Display sehr platzsparend untergebracht werden. Außerdem erübrigt sich bei beiden Bauweisen eine Tastensperre, da im geschlossenen Zustand die Zifferntasten verdeckt sind und nicht versehentlich gedrückt werden können.
Das erste Slider-Handy war das SL 10 von Siemens aus dem Jahre 1998.